# Butch Warren

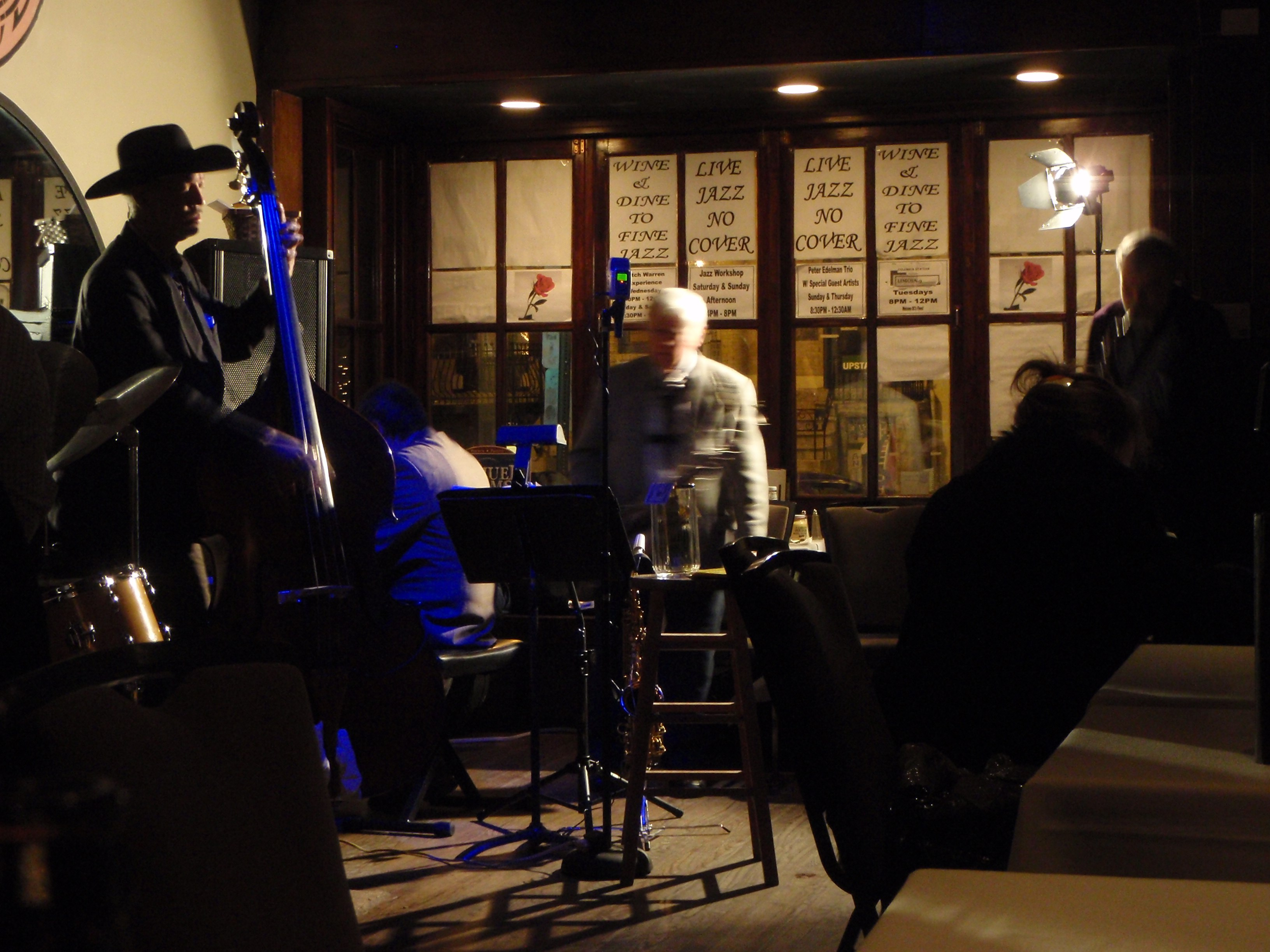
Butch Warren en 2009.

Edward "Butch" Warren (9 de agosto de 1939 - 5 de octubre de 2013) fue un contrabajista de jazz estadounidense que se desenvolvió en el género del hard bop. Fue especialmente activo a finales de los años 50 y la década de 1960.

## Biografía
Warren comenzó a tocar profesionalmente a los 14 años en una banda local de Washington D. C. dirigido por su padre, Edward Warren. Más tarde trabajó con otros grupos locales, incluyendo a Stuff Smith, así como con el saxofonista y director de orquesta Rick Henderson en el histórico Teatro Howard, en el 7th y T Streets.
En 1958, se trasladó a la ciudad de Nueva York para tocar con Kenny Dorham, apareciendo en su primer disco, con Dorham, en enero de 1960 con el saxofonista Charles Davis, el pianista Tommy Flanagan y el baterista Buddy Enlow. Él se quedó en Nueva York el resto de su carrera musical, principalmente como bajista de la casa discográfica Blue Note.

## Discografía

### Como sideman
- 1959: Vertigo - Jackie McLean
- 1960: Jazz Contemporary - Kenny Dorham
- 1961: Leapin' and Lopin' - Sonny Clark
- 1961: Royal Flush - Donald Byrd
- 1961: High Hope! - Elmo Hope (Beacon)
- 1961: Free Form - Donald Byrd
- 1962: Takin' Off - Herbie Hancock
- 1962: Go - Dexter Gordon
- 1962: Preach Brother! - Don Wilkerson
- 1962: Jubilee Shout!!! - Stanley Turrentine
- 1962: A Swingin' Affair - Dexter Gordon
- 1962: Feelin' the Spirit - Grant Green
- 1963: No Room for Squares - Hank Mobley
- 1963: Happy Frame of Mind - Horace Parlan
- 1963: Exultation! - Booker Ervin
- 1963: A New Perspective - Donald Byrd
- 1963: Page One - Joe Henderson
- 1963: The Turnaround - Hank Mobley
- 1963: Miles & Monk at Newport - Thelonious Monk
- 1963: Una Mas - Kenny Dorham
- 1963: Straight No Filter - Hank Mobley
- 1964: It's Monk's Time - Thelonious Monk
- 1964: Holiday Soul - Bobby Timmons
- 1965: The Walter Bishop Jr. Trio / 1965 - Walter Bishop, Jr.
- 1967: Hipnosis - Jackie McLean